# Woodford (Carolina del Sur)
Woodford es un pueblo ubicado en el condado de Orangeburg en el estado estadounidense de Carolina del Sur. La localidad en el año 2000 tenía una población de 196 habitantes en una superficie de 2 km², con una densidad poblacional de 95.8 personas por km². 

## Geografía
Woodford se encuentra ubicado en las coordenadas 33°40′4″N 81°6′44″O / 33.66778, -81.11222. Según la Oficina del Censo, el pueblo tiene un área total de 2 km² (0,8 mi²), de las que 2 km² (0,8 mi²) son de  tierra y 0 km² (0 mi²) (0.0 %) es agua.

### Localidades adyacentes
El siguiente diagrama muestra a las localidades en un radio de 20 kilómetros (12,4 mi) de Woodford.

## Demografía
En el 2000 la renta per cápita promedia del hogar era de $24 792, y el ingreso promedio para una familia era de $36 875. El ingreso per cápita para la localidad era de $12 158. En 2000 los hombres tenían un ingreso per cápita de $26 667 contra $19 375 para las mujeres. Alrededor del 12.40 % de la población estaba bajo el umbral de pobreza nacional. 